# تيبور باول
تيبور باول (بالإنجليزية: Tibor Paul)‏ هو موزع أسترالي، ولد في 29 مارس 1909، وتوفي في 11 نوفمبر 1973.

## وصلات خارجية
- تيبور باول على موقع IMDb (الإنجليزية)
- تيبور باول على موقع ميوزك برينز (الإنجليزية)